# Palenpest
Palenpest is een vorm van aantasting van houten paalfunderingen door bacteriën.
Hoewel het probleem zich ook kan voordoen bij andere houtsoorten, zijn vooral grenen palen gevoelig voor palenpest. In gebieden waar minder lange palen nodig waren, zijn tot ca. 1970 veel grenen palen gebruikt. Deze palen kunnen op den duur worden aangetast door een anaerobe pseudomonas-bacterie. Ook onder water kan dit rottingsproces gewoon doorgaan; het is dus niet afhankelijk van droogstand. De combinatie van langdurige droogstand en toegenomen gevallen van palenpest zorgen echter in de 21e eeuw voor een stijging in het aantal funderingsproblemen, vooral in de kop van Noord-Holland en rond het IJsselmeer.